# Jonas Svensson (fotbollsspelare)
Jonas Svensson, född 6 mars 1993, är en norsk fotbollsspelare som spelar för turkiska Beşiktaş. Han har tidigare spelat för Levanger, Rosenborg och AZ Alkmaar.

## Karriär
Den 30 januari 2017 värvades Svensson av nederländska AZ Alkmaar. I juli 2021 värvades Svensson av turkiska Adana Demirspor, där han skrev på ett treårskontrakt.